# Пяша (станция)
Пя́ша — железнодорожная станция Куйбышевской железной дороги на линии Пенза — Ряжск (линия неэлектрифицирована), расположена в Мокшанском районе Пензенской области, в 18 км от станции Пенза I. Через станцию осуществляются пригородные перевозки пассажиров на Пачелму, Пензу.

## История
Станция открыта как разъезд Сызранско-Вяземской железной дороги в 1909 году.

## Деятельность
- посадка и высадка на поезда местного и пригороднего сообщений;
- приём и выдача повагонных отправок грузов (открытые площадки);
- приём и выдача повагонных и мелких отправок (подъездные пути).[4]